# Caterpillar (Elisa)
Caterpillar è una raccolta di Elisa, pubblicato nel 2007. Il disco è la versione per il mercato estero del greatest hits Soundtrack '96-'06.

## Descrizione
L'album è uscito in Italia il 20 luglio 2007 in edizione limitata, mentre l'uscita all'estero, in Paesi come Regno Unito, Germania, Austria, Svizzera, Paesi Bassi, era prevista per il mese di settembre dello stesso anno. Nel mese di agosto inoltre è uscito sotto forma di download su iTunes in Australia e Lussemburgo, in seguito anche in Italia. In Europa la promozione del disco è stata interrotta a favore della pubblicazione della raccolta Dancing in America.
Il disco contiene alcune tracce riarrangiate o rimasterizzate, assieme ad una cover inedita di un brano dei Rolling Stones, Wild Horses. Le canzoni Electricity, Swan e Heaven Out of Hell, sono state riarrangiate in versione rock mentre quelle rimasterizzate sono Luce (tramonti a nord est), Broken e The Waves. Gli ostacoli del cuore viene invece cantata, in questa occasione, senza la partecipazione di Ligabue, autore del brano.
La pubblicazione di Caterpillar è stata preceduta dall'uscita internazionale del singolo Stay, di cui è stato girato un nuovo video a Londra.
Raggiunge la posizione 34 della classifica italiana.

## Tracce
1. Stay – 4:11 (Elisa Toffoli)
2. Luce (tramonti a nord est) – 4:26 (testo: Elisa Toffoli, Zucchero Fornaciari – musica: Elisa Toffoli)
3. Gli ostacoli del cuore – 4:29 (Luciano Ligabue)
4. Broken – 4:19 (Elisa Toffoli)
5. Heaven Out of Hell – 4:55 (testo: Elisa Toffoli – musica: Elisa Toffoli, Corrado Rustici)
6. Qualcosa che non c'è – 4:37 (Elisa Toffoli)
7. Swan – 4:54 (testo: Elisa Toffoli – musica: Elisa Toffoli, Michele Centonze)
8. Eppure sentire (Un senso di te) (Remix) – 3:38 (testo: Elisa Toffoli – musica: Paolo Buonvino)
9. Electricity – 4:33 (Elisa Toffoli)
10. Rainbow – 4:58 (Elisa Toffoli)
11. Rock Your Soul – 5:05 (Elisa Toffoli)
12. The Waves – 4:20 (Elisa Toffoli)
13. Wild Horses – 5:40 (Mick Jagger, Keith Richards)

Traccia bonus nella versione australiana e neozelandese
1. Dancing – 5:36 (Elisa Toffoli)